# Grigore Alexandru Ghica

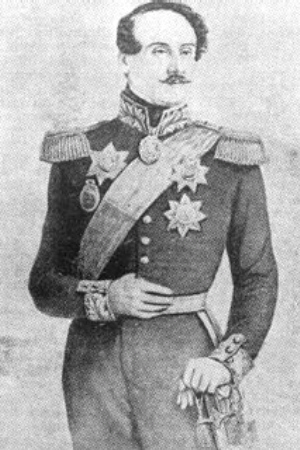
Grigore Alexandru Ghica

Grigore Alexandru Ghica (* 25. August 1803 oder 1807 in Botoșani; † 24. August 1857 in Le Mée-sur-Seine) war ein moldauischer Fürst (Hospodar).

## Leben
Ghica wurde 1803 oder 1807 in Botoșani als Sohn von Alexander Ghica und seiner Ehefrau Elena Grigore Sturdza geboren, von der sich der Vater 1808 scheiden ließ. Grigore Alexandru Ghica war ein Großneffe von Grigore III. Ghica († 1777) und erhielt seine Erziehung in Deutschland und Frankreich. Als liberaler Nachfolger von Michael Stourdza war Grigore Alexandru Ghica nach der Rumänischen Revolution von 1848 zwischen Mai 1849 und Oktober 1853 moldauischer Fürst. Er legte Schulen an, baute Straßen und ordnete die Verwaltung, so gründete er 1850 einen Gendarmeriecorps. Eine Schule der rumänischen Gendarmerie trägt daher heute seinen Namen.
Nach der russischen Besetzung zu Beginn des Krimkriegs wurde Ghica erneut zwischen Oktober 1854 und Juni 1856 Fürst der Moldau. Er kämpfte für die Vereinigung der Donaufürstentümer und wurde deswegen, nach Ende seiner Amtszeit, durch Theodor Balsch ersetzt. Nach anderen Quellen gab er nach Ablauf seines siebenjährigen Hospodarts sein Amt aus Gesundheitsgründen auf. Er begab sich am 3. Juli 1856 nach Paris, um dort für die Vereinigung der Fürstentümer zu werben. Als er damit keinen Erfolg hatte, beging er am 26. August 1857 auf seinem Landsitz Mée bei Melun durch einen Pistolenschuss Selbstmord. Damit war er der einzige Herrscher der Fürstentümer, der im Exil durch Selbstmord starb.
Mit seiner ersten Frau Helena, Tochter des moldauischen Fürsten Ioniță Sandu Sturdza, hatte er fünf Kinder:
- Konstantin (1826–1874)
- Johann (1830–1881, Vater von Vladimir Ghika)
- Jekaterina (1827–1890, ab 1847 verheiratet mit Nicolae Mavrocordat)
- Alexander (1831–1903[2] oder † 27. Februar 1902 in Paris als rumänischer Gesandter bei der Pforte)[1]
- Aglaia (1834–1903, ab 1850 verheiratet mit Racucanu Rosetti sowie mit Antoine Alaux)

Danach war er ab 1835 mit Ana Catargi († 1839) sowie ab 1856 mit Euprosine Leroy († 1889) verheiratet und hatte zwei weitere Söhne:
- Ferdinand (1853–1933)
- Gregor (1851–1889)